# Metropolitanski muzej umetnosti
Metropolitanski muzej umetnosti v New Yorku, pogovorno MET, je največji umetniški muzej v ZDA. S 6.479.548 obiskovalci na treh lokacijah v letu 2019 je bil četrti najbolj obiskan umetniški muzej na svetu. Njegova stalna zbirka vsebuje več kot 2 milijona del, razdeljenih med 17 kuratorskih oddelkov. Glavna stavba na 1000 Fifth Avenue ob muzejski milji na vzhodnem robu Centralnega parka na Manhattnu Upper East Side je po območju ena največjih umetniških galerij na svetu. Veliko manjša druga lokacija, Cloisters v parku Fort Tryon na Zgornjem Manhattnu, vsebuje obsežno zbirko umetnosti, arhitekture in artefaktov iz srednjeveške Evrope. 18. marca 2016 je muzej odprl muzej Met Breuer ob Madison Avenue na Upper East Side; razširja muzejski sodobni in sodobni umetniški program.
Stalno zbirko sestavljajo umetniška dela iz klasične antike in antičnega Egipta, slike in skulpture skoraj vseh evropskih mojstrov ter obsežna zbirka ameriške in moderne umetnosti. MET ohranja obsežno zbirko afriške, azijske, oceanske, bizantinske in islamske umetnosti. V muzeju so enciklopedične zbirke glasbil, kostumov in dodatkov ter starinsko orožje in oklepi z vsega sveta. V njegovih galerijah je nameščenih več pomembnih notranjosti, od Rima iz 1. stoletja do sodobnega ameriškega dizajna.
Metropolitanski muzej umetnosti je bil ustanovljen leta 1870 z namenom, da bi bil muzej, ki bi ameriškemu ljudstvu ponujal umetnost in umetniško izobrazbo. Stavba na Peti aveniji se je odprla 20. februarja 1872 na 681 Peti aveniji.

## Zgodovina
Zakonodaja zvezne države New York je 13. aprila 1870 Metropolitanskemu muzeju umetnosti podelila akt o ustanovitvi, »z namenom ustanovitve in vzdrževanja muzeja in knjižnice v omenjenem mestu za spodbujanje in razvoj študija likovne umetnosti in uporabe umetnosti v proizvodnji in naravnem življenju, širjenje splošnega znanja sorodnih predmetov in v ta namen zagotavljanje priljubljenih navodil in rekreacij«. Ta zakonodaja je bila pozneje dopolnjena z zakonom iz leta 1893, poglavje 476, ki je zahteval da bodo njegove zbirke »odprte in dostopne javnosti brezplačno skozi vse leto«. Med ustanovitelji so bili poslovneži in financerji, med njimi Theodore Roosevelt starejši, oče Theodorja Roosevelta, 26. predsednika ZDA, pa tudi vodilni umetniki in misleci tistega časa, ki so želeli odpreti muzej, ki bi ameriškemu ljudstvu približal umetnost in umetniško izobrazbo.
Muzej je bil prvič odprt 20. februarja 1872 v stavbi na Fifth Avenue 681. John Taylor Johnston, direktor železnice, čigar osebna umetniška zbirka je začela muzej, je bil njegov prvi predsednik, založnik George Palmer Putnam pa je nastopil kot njegov ustanovni nadzornik. Umetnik Eastman Johnson je deloval kot soustanovitelj muzeja, kot tudi krajinski slikar Frederic Edwin Church. Kot soustanovitelji so bili tudi drugi industrialci te dobe, med njimi Howard Potter. Za prvega direktorja je bil imenovan nekdanji častnik državljanske vojne Luigi Palma di Cesnola. Služil je od 1879 do 1904. Pod njihovim vodstvom je MET-ova posest, ki je bila sprva sestavljena iz rimskega kamnitega sarkofaga in 174 večinoma evropskih slik, hitro prerasla razpoložljivi prostor. Leta 1873 je muzej ob nakupu ciprskih starin Cesnola zbiral ciprske starine, muzej pa se je umaknil s Pete avenije in se nastanil v dvorcu gospe Nicholas Cruger, znanem tudi kot dvorec Douglas (James Renwick, 1853–54, porušen 1928) na 128 West 14th Street. Vendar so se te nove nastanitve izkazale začasne, saj je naraščajoča zbirka zahtevala več prostora, kot je dvorec lahko zagotovil. V sedanjo stavbo se je preselil leta 1880. Med letoma 1879 in 1895 je muzej ustvaril in vodil vrsto izobraževalnih programov, znanih kot Metropolitanski muzej umetniških šol, namenjenih poklicnemu usposabljanju in pouku likovne umetnosti.
Leta 1954 je muzej ob odprtju koncertne dvorane Grace Rainey Rogers odprl vrsto koncertov in leta 1956 dodal umetniška predavanja. Ta Program koncertov in predavanj je z leti narasel v 200 prireditev vsako sezono. V programu so nastopili Marian Anderson, Cecilia Bartoli, Judy Collins, Marilyn Horne, Burl Ives, godalni kvartet Juilliard, Yo-Yo Ma, Itzhak Perlman, Artur Rubinstein, András Schiff, Nina Simone, Joan Sutherland in André Watts, kot tudi predavanja o umetnostni zgodovini, glasbi, plesu, gledališču in družbeni zgodovini. Program je od začetka do leta 1968 režiral William Kolodney, od 1969 do 2010 pa Hilde Limondjian.
V 1960-ih je bilo upravljanje MET-a prvič razširjeno, tako da je prvič vključeval predsednika upravnega odbora v razmišljanju o veliki zapuščini iz zapuščine Roberta Lehmana. Lehman je šest desetletij gradil na umetniški zbirki, ki jo je leta 1911 ustanovil njegov oče in ji posvetil veliko časa, preden je v 1960-ih končno postal prvi predsednik upravnega odbora. Po njegovi smrti leta 1969 je Fundacija Roberta Lehmana Metropolitanskemu muzeju umetnosti podarila blizu 3000 umetniških del. Muzej, ki se nahaja v krilu Roberta Lehmana, ki se je odprlo za javnost leta 1975 in ga v veliki meri financira fundacija Lehman, se imenuje »ena najbolj izjemnih zasebnih umetniških zbirk, kdajkoli zbranih v ZDA«.
Metropolitan Museum of Art Centennial so praznovali z razstavami, simpoziji, koncerti, predavanji, ponovnim odprtjem prenovljenih galerij, posebnimi ogledi, družabnimi dogodki in drugimi programi osemnajst mesecev od oktobra 1969 do pomladi 1971. Dogodki stoletnice (vključno z dnevom odprtih vrat, Centennial Ball, celoletni tečaj umetnostne zgodovine za javnost ter različni izobraževalni programi in potujoče razstave) in publikacije so črpale iz podpore uglednih Newyorčanov, umetnikov, pisateljev, skladateljev, notranjih oblikovalcev in umetnostnih zgodovinarjev. Leta 2009 je Michael Gross izdal The Secret History of the Moguls and the Money That Made the Metropolitan Museum, an unauthorized social history, muzejska knjigarna pa je zavrnila prodajo.
Leta 2012 so bili po predhodnem imenovanju Daniela Brodskega za predsednika upravnega odbora v MET-u podzakonski akti muzeja formalno spremenjeni, da je funkcija predsednika priznana kot pristojna za dodelitev in pregled obeh pisarn predsednik in direktor muzeja. Kabinet predsednika je bil prvič uveden sorazmerno pozno v zgodovini muzeja v šestdesetih letih dvajsetega stoletja, ko je razmišljal o predvideni donaciji zbirke Lehman muzeju in je od takrat v času Brodskega postal najvišji upravni položaj v muzeju. Januarja 2018 je predsednik muzeja Daniel Weiss napovedal, da bo stoletja staro politiko brezplačnega vstopa nadomestil 25 dolarjev za tuje obiskovalce in tiste iz drugih zveznih držav, in sicer od marca 2018. Muzej je bil začasno zaprt marca 2020 med pandemijo COVID-19 v New Yorku in ponovno odprt konec avgusta; to je bilo prvič po več kot stoletju, da je bil MET zaprt več kot tri zaporedne dni.

## Arhitektura
Po pogajanjih z mestom New York leta 1871 je MET dobil zemljišče med East Park Drive, Fifth Avenue in prečno cesto 79. in 85. Street ob Centralnem Parku. Mavzolej iz rdeče opeke in kamna sta zasnovala ameriški arhitekt Calvert Vaux in njegov sodelavec Jacob Wrey Mold. Vauxova ambiciozna stavba ni bila dobro sprejeta; visoki viktorijanski gotski slog stavbe velja za že zastarelega pred dokončanjem, predsednik MET pa je projekt označil za 'napako'.
V 20 letih je bil že izveden nov arhitekturni načrt, ki je zajemal stavbo Vaux. Od takrat je bilo narejenih veliko dodatkov, vključno s prepoznavno fasado Beaux-Arts Fifth Avenue, Veliko dvorano in Velikim stopniščem. Te je zasnoval arhitekt in MET-ov zaupnik Richard Morris Hunt, dokončal pa jih je njegov sin Richard Howland Hunt leta 1902 po očetovi smrti. Arhitekturno skulpturo na fasadi je izdelal Karl Bitter.
Krila, ki so v 1910-ih zaključila fasado Fifth Avenue, je oblikovala družba McKim, Mead & White. Modernistične steklene stranice in zadnji del muzeja so delo Roche-Dinkelooja. Kevin Roche je bil arhitekt za glavni načrt in razširitev muzeja v zadnjih 42 letih. Odgovoren je za načrtovanje vseh njegovih novih kril in prenov, vključno z ameriškim krilom, grškim in rimskim sodiščem ter nedavno odprtim islamskim krilom.
MET meri skoraj 400 m in ima več kot 190.000 m2 tlorisne površine, več kot 20-krat večjo od prvotne stavbe iz leta 1880. V muzejski stavbi se nahaja več kot 20 struktur, od katerih večina ni vidna od zunaj. Mesto New York je lastnik muzejske stavbe in prispeva komunalne storitve, ogrevanje in nekatere stroške skrbništva. Na dvoru Charlesa Engelharda v ameriškem krilu je fasada podružnične banke ZDA, banke na Wall Streetu, ki je bila leta 1913 pred rušenjem.

### Strešni vrt
Strešni vrt Iris in B. Geralda Cantorja se nahaja na strehi blizu jugozahodnega kota muzeja. Vrtna kavarna in bar sta priljubljena muzejska točka v blagih mesecih, zlasti ob petkih in sobotah zvečer, ko lahko velika gneča povzroči dolge vrste pri dvigalih. Strešni vrt ponuja pogled na Centralni park in obzorje Manhattna. Vrt je darilo filantropov Iris in B. Geralda Cantorja, ustanovitelja in predsednika podjetja za vrednostne papirje Cantor Fitzgerald. Vrt je bil za javnost odprt 1. avgusta 1987.
Vsako poletje od leta 1998 je na strešnem vrtu samostojna razstava. Umetniki so bili: Ellsworth Kelly (1998), Magdalena Abakanowicz (1999), David Smith (2000), Joel Shapiro (2001), Claes Oldenburg in Coosje van Bruggen (2002), Roy Lichtenstein (2003), Andy Goldsworthy (2004) , Sol LeWitt (2005), Cai Guo-Qiang (2006), Frank Stella (2007), Jeff Koons (2008), Roxy Paine (2009), Big Bambú Douga in Mikea Starna (2010), Prihajamo v miru Huma Bhabha (2018) in Parapivot Alicja Kwade.
Strešni vrt ima razgled na obzorje Manhattna z razgledne točke visoko nad Centralnim parkom. Pogledi so bili opisani kot »najboljši na Manhattnu«. Znano je, da se umetniški kritiki pritožujejo, da pogled 'odvrača' pozornost od razstavne umetnosti. Umetnostni kritik New York Timesa Ken Johnson se pritožuje, da »dih jemajoč, panoramski pogled na Centralni Park in obzorje Manhattna« ustvarja »negostoljubno mesto za kiparstvo«, ki »odvrača od skrbnega in premišljenega videza«, kot »najlepši vesoljski prostor, ki ga poznam v New Yorku«. Kavarno in bar na tem vrtu mnogi štejejo za romantična.

### Zaščita
Glavna stavba muzeja je bila leta 1967 s strani komisije za ohranitev znamenitosti v New Yorku določena za mestno znamenitost, njeno notranjost pa je leta 1977 ločeno priznala Komisija za ohranitev spomenikov. Glavna stavba MET-a je bila leta 1986 razglašena za nacionalno zgodovinsko znamenitost, s priznanjem tako njene monumentalne arhitekture kot njenega pomena kot kulturne ustanove.

## Zbirke
Stalna zbirka MET ima sedemnajst ločenih oddelkov, vsak s specializiranim osebjem kustosov in strokovnjakov, pa tudi šest namenskih oddelkov za ohranjanje in Oddelek za znanstvene raziskave.  Stalna zbirka vključuje umetniška dela iz klasične antike in starega Egipta, slike in skulpture skoraj vseh evropskih mojstrov ter obsežno zbirko ameriške in moderne umetnosti. MET vzdržuje obsežne primere afriške, azijske, oceanske, bizantinske in islamske umetnosti. V muzeju so tudi enciklopedične zbirke glasbil, kostumov in dodatkov ter starinskega orožja in oklepov z vsega sveta.  V galerijah MET je stalno nameščenih veliko sob, od Rima iz prvega stoletja do sodobnega ameriškega oblikovanja. Poleg stalnih razstav MET vse leto organizira in gosti velike potujoče predstave.

### Geografsko določene zbirke

#### Starodavna bližnjevzhodna umetnost
Od konca 19. stoletja je MET začel pridobivati antične umetnine in predmete z Bližnjega vzhoda. Od nekaj klinastih plošč in pečatov je MET-ova zbirka bližnjevzhodne umetnosti narasla na več kot 7000 kosov. Zbirka predstavlja zgodovino regije, ki se je začela v obdobju neolitika in je zajemala padec Sasanidskega cesarstva in konec pozne antike. V zbirki so med drugim dela iz sumerske, hetitske, sasanidske, asirske, babilonske in elamitske kulture, kot tudi obsežna zbirka unikatnih predmetov iz bronaste dobe. Vrhunec zbirke vključuje nabor monumentalnih kamnitih lamassujev ali figur varuhov iz severozahodne palače asirskega kralja Ašurnasirpala II..

#### Umetnost Afrike, Oceanije in Amerike
Čeprav je MET prvič pridobil skupino perujskih starin leta 1882, se je muzej lotil skupnih prizadevanj za zbiranje del iz Afrike, Oceanije in Amerike šele leta 1969, ko je ameriški poslovnež in filantrop Nelson A. Rockefeller svojih več kot 3000 kosov doniral muzeju. Preden je Rockefellerjeva zbirka obstajala v MET-u, je Rockefeller ustanovil Muzej primitivne umetnosti v New Yorku z namenom razstavljanja teh del, potem ko je MET pokazal nezainteresiranost za njegovo umetniško zbirko. Leta 1968 se je MET strinjal z začasno razstavo Rockefellerjevih del. Vendar pa je MET nato zahteval, da v svojo osebno zbirko in na stalno razstavo vključi umetnosti Afrike, Oceanije in Amerike. [27] Umetnost Afrike, Oceanije in Amerike se je javnosti odprla leta 1982 pod naslovom Krilo Michaela C. Rockefellerja. To krilo je poimenovano po Rockefellerjevem sinu, ki je umrl med zbiranjem del na Novi Gvineji.
Danes zbirka MET vsebuje več kot 11.000 kosov iz podsaharske Afrike, pacifiških otokov in Amerike in je nameščena v 40.000 kvadratnih metrov velikem Rockefellerjevem krilu na južnem koncu muzeja. Tu so razstavljena nezahodnjaška umetniška dela, ki so nastala od leta 3000 pr. n. št. do danes, hkrati pa prikazujejo široko paleto kulturne zgodovine. To velja prvič, da so umetnost zunaj Zahoda postavili ob zahodno umetnost v zahodnem muzeju. Pred tem so umetnine iz Afrike, Oceanije in Amerike veljale za umetnost primitivcev ali etnografskih predmetov.
Krilo razstavlja umetnosti Afrike, Oceanije in Amerike na razstavi, ločeni po geografskih lokacijah. Zbirka se giblje od 40.000 let starih avtohtonih avstralskih skalnih poslikav, do skupine 15 metrov visokih (4,6 m) spominskih palic, ki so jih izklesali Asmati iz Nove Gvineje, do neprecenljive zbirke svečanih in osebnih predmetov iz Beninskega cesarstva (današnja Nigerija) darilo Klausa Perlsa.  Paleta materialov, zastopanih v zbirki Afrike, Oceanije in Amerike, je nedvomno najširša od vseh oddelkov v MET-u, vključno vse od plemenitih kovin do ježevčevih bodic. Razstavni prostor krila Michaela C. Rockefellerja naj bi bil prenovljen med letoma 2020 in 2023.

#### Azijska umetnost
- Gospod Neminatha (Akota bron, 7. st.)
- Džainistični Siddha Bahubali, 6. st.
- Bronasti Čola kip Nataraja

Azijski oddelek MET ima zbirko azijske umetnosti, ki obsega več kot 35.000 kosov, kar je verjetno najobsežnejša v ZDA. Zbirka sega skoraj do ustanovitve muzeja: mnogi filantropi, ki so muzeju dajali prva darila, so v svoje zbirke vključevali azijsko umetnost. Danes je celotno krilo muzeja posvečeno azijski zbirki in obsega 4000 let azijske umetnosti. Vsaka znana azijska civilizacija je zastopana v azijskem oddelku MET-a, razstavljeni deli pa vključujejo vse vrste dekorativne umetnosti, od slikarstva in grafike do kiparstva in obdelave kovin. Oddelek je znan po obsežni zbirki kitajske kaligrafije in slikarstva, pa tudi po indijskih skulpturah, nepalskih in tibetanskih delih ter umetnosti Burme (Mjanmar), Kambodže in Tajske. Tri starodavne indijske religije – hinduizem, budizem in džainizem - so v teh skulpturah dobro zastopane. Vendar v zbirki niso zastopani samo 'umetnost' in obredni predmeti; mnoga najbolj znana dela so funkcionalni predmeti. Azijsko krilo vsebuje tudi celoten dvorni vrt v slogu dinastije Ming, oblikovano po vzoru vrta Master of Nets v Sudžouu.

#### Egipčanska umetnost
Čeprav je večina prvotnih fundusov egiptovske umetnosti izvirala iz zasebnih zbirk, predmeti, odkriti med muzejskimi arheološkimi izkopavanji med letoma 1906 in 1941, predstavljajo skoraj polovico sedanje zbirke. Več kot 26.000 ločenih kosov egiptovske umetnosti iz obdobja paleolitika do obdobja Ptolemajcev predstavlja egiptovsko zbirko MET in skoraj vsi so razstavljeni v masivnem krilu muzeja s 40 egiptovskimi galerijami. Med najdragocenejšimi kosi je 13 lesenih modelov (od skupaj 24 najdenih modelov, jih je v MET-u 12 in 1 figura, preostalih 10 modelov in 1 figura pa je v Egipčanskem muzeju v Kairu), odkrita v grobnici v južnem Asasifu v zahodnih Tebah leta 1920. Ti modeli z neprimerljivimi podrobnostmi prikazujejo prerez egipčanskega življenja v zgodnjem srednjem kraljestvu: predstavljeni so čolni, vrtovi in prizori vsakdanjega življenja v malem. Povodni konj William je miniatura, prikazana na sliki.
Vendar pa je priljubljeni osrednji del egiptovskega umetniškega oddelka še vedno tempelj Dendur. Egiptovska vlada ga je razstavila, da bi ga rešila pred naraščajočimi vodami, ki jih je povzročila gradnja jezu v Asuanu, leta 1965 pa so veliki tempelj iz peščenjaka dobili v ZDA in ga leta 1978 sestavili v MET-ovem Sacklerjevem krilu. Nahaja se v veliki sobi in delno obdan z odsevnim bazenom in osvetljen s steno oken, ki se odpirajo na Centralni Park, je tempelj Dendur ena najbolj trajnih znamenitosti MET-a. Najstarejši predmeti, sklop aršelskega kremena iz Deir el-Baharija, ki izvirajo iz obdobja spodnjega paleolitika (med 300.000 in 75.000 pred sedanjostjo), so del egiptovske zbirke. Prvi kustos je bil Albert Lythgoe, ki je vodil več egiptovskih izkopavanj za muzej.
Leta 2018 je muzej pripravil razstavo okoli zlate krste Nedjemankh iz 1. stoletja pred našim štetjem, visokega svečenika boga z ovnovo glavo Herišefa iz Heracleopolis Magna. Preiskovalci so ugotovili, da je bil artefakt leta 2011 ukraden iz Egipta, in muzej se je strinjal, da ga bo vrnil.

#### Evropsko slikarstvo
MET-ova zbirka evropskega slikarstva šteje okoli 1700 kosov.

#### Evropsko kiparstvo in dekorativna umetnost
Zbirka Evropskega kiparsstva in dekorativne umetnosti je eden največjih oddelkov v MET-u, v katerem je od 15. do začetka 20. stoletja več kot 50.000 predmetov. Čeprav je zbirka še posebej skoncentrirana okoli renesančnega kiparstva - večino tega je mogoče videti in situ, obkroženega s sodobno opremo in okrasjem, pa vsebuje tudi obsežno zbirko pohištva, nakita, steklene in keramične predmete, tapiserije, tekstil in ure ter matematične instrumente. Obiskovalci lahko poleg izjemnih zbirk angleškega in francoskega pohištva vstopijo v ducate popolnoma opremljenih sob, ki so jih v celoti presadili v galerijo MET. Zbirka vključuje celo celotno teraso iz španskega gradu Vélez Blanco iz 16. stoletja, rekonstruirano v dvonadstropni galeriji in intarziran studiolo iz vojvodske palače v Gubbiu. Kiparski poudarki raztegnjenega oddelka vključujejo Berninijev Bacchanal, zasedbo Rodinovih Les Bourgeois de Calais in nekaj unikatnih Houdonovih del, med drugim njegov doprsni kip Voltaire in njegov slavni portret njegove hčere Sabine.

#### Ameriško krilo
Muzejska zbirka ameriške umetnosti se je 16. januarja 2012 vrnila v nove galerije in predstavlja zgodovino ameriške umetnosti od 18. do začetka 20. stoletja. Nove galerije obsegajo 2800 kvadratnih metrov za razstavo muzejske zbirke.

#### Grška in rimska umetnost
Zbirka grške in rimske umetnosti MET vsebuje več kot 17.000 predmetov. Grška in rimska zbirka sega v čas ustanovitve muzeja - pravzaprav je bil prvi muzejski predmet, ki je bil dostopen, rimski sarkofag, še vedno je na ogled. Čeprav se zbirka naravno osredotoča na predmete iz antične Grčije in Rimskega cesarstva, te zgodovinske regije predstavljajo široko paleto kultur in umetniških slogov, od klasičnih grških vaz s črnimi figurami in rdečimi figurami do izrezljanih rimskih tunik.
Poudarki zbirke vključujejo monumentalni Amathusov sarkofag in čudovito podrobno etruščansko kočijo, znano kot kočija Monteleone. V zbirki je med najpomembnejšimi zbirka zgodnjih kikladskih kipcev iz sredine 3. tisočletja pred našim štetjem, ki so tako abstraktne, da se zdijo skorajda moderne. V grški in rimski galeriji je tudi več velikih klasičnih stenskih poslikav in reliefov iz različnih obdobij, vključno s celotno rekonstruirano spalnico iz plemiške vile v Boscorealeju, izkopane pod pepelom Vezuva iz leta 79 n. št.. Rimske galerije so se razširile na približno 6000 kvadratnih metrov, kar je omogočilo, da je večina zbirke na stalni razstavi.

#### Islamska umetnost
Metropolitanski muzej je lastnik ene največjih zbirk umetnin islamskega sveta na svetu. V zbirki so tudi predmeti in umetniška dela kulturnega in posvetnega izvora iz časovnega obdobja, ki kaže vzpon islama pretežno iz Bližnjega vzhoda in v nasprotju z antičnimi bližnjevzhodnimi zbirkami. Temu muzeju pripada tudi največje število miniatur s seznama Šahname, pripravljenega v času vladavine šaha Tahmaspa I., najluksuznejšega od vseh obstoječih islamskih rokopisov. Med drugimi redkostmi so dela sultana Mohameda in njegovih sodelavcev iz šole v Tabrizu Praznik Sade, Tahmiras ubija divje, Bijan in Manizhe in številna druga.
MET-ova zbirka islamske umetnosti ni omejena zgolj na versko umetnost, čeprav je bilo veliko število predmetov v islamski zbirki prvotno ustvarjenih za versko uporabo ali kot okrasni elementi v mošejah. Večino od 12.000 močnih zbirk sestavljajo posvetni predmeti, vključno s keramiko in tekstilom, islamskih kultur od Španije do Severne Afrike in Srednje Azije. Zbirka miniaturnih slik iz Irana in mogulske Indije oddelka za islamsko umetnost je vrhunec zbirke. Kaligrafija tako verska kot posvetna je dobro zastopana, od uradnih odredb Sulejmana Veličastnega do številnih rokopisov korana, ki odražajo različna obdobja in sloge kaligrafije. Sodobni kaligrafski umetniki so z besedo ali besedno zvezo izrazili tudi neposredno sporočilo ali pa so iz oblik arabskih besed ustvarili kompozicije. Drugi so v del dela vključili nerazložljivo pisavo, da bi vzbudili iluzijo pisanja.
Galerije islamske umetnosti so bile obnovljene od leta 2001 in so bile ponovno odprte 1. novembra 2011 kot Nove galerije za umetnost arabskih dežel, Turčije, Irana, Srednje Azije in pozneje Južne Azije. Do takrat je bil v muzeju začasno razstavljen ozek izbor predmetov iz zbirke. Tako kot pri mnogih drugih oddelkih v MET-u tudi v islamskih umetniških galerijah obstajajo številni notranji deli, vključno s celotno rekonstruirano sobo Nur Al-Dina iz hiše iz zgodnjega 18. stoletja v Damasku. Vendar pa je muzej za New York Post potrdil, da je umaknil iz javne razstave vse slike, ki prikazujejo Mohameda in morda ne bo preoblikoval tistih, ki so bile pred prenovo razstavljene v islamski galeriji.

### Ne-geografsko oblikovane zbirke
- Orožje in oklepi
- Oblačila
- Risbe in grafika
- Zbirka Roberta Lehmana
- Srednjeveška umetnost in samostani

Srednjeveška zbirka v glavni metropolitanski stavbi, ki je osredotočena na srednjeveško galerijo v prvem nadstropju, vsebuje približno 6000 ločenih predmetov. Medtem ko je v teh galerijah razstavljeno veliko evropske srednjeveške umetnosti, je večina evropskih del koncentriranih v Cloisters. Glavna galerija gosti široko paleto tapiserij ter cerkvenih in pogrebnih kipov, v stranskih galerijah pa so prikazana manjša dela iz plemenitih kovin in slonovine, vključno z relikviariji in sekularnimi predmeti. Glavna galerija s svojim visokim obokanim stropom služi tudi kot letno prizorišče natančno okrašenega božičnega drevesa v MET-u.
Cloisters je bil glavni projekt Johna D. Rockefellerja mlajšega, glavnega dobrotnika METt. Nahaja se v parku Fort Tryon in je bil dokončan leta 1938, je ločena stavba, posvečena izključno srednjeveški umetnosti. Zbirka Cloisters je bila prvotno zbirka ločenega muzeja, ki jo je sestavil George Gray Barnard, Rockefeller pa jo je leta 1925 pridobil kot darilo Metu.
Cloisters so tako poimenovani zaradi petih srednjeveških francoskih križnih hodnikov, katerih strukture so bile vključene v sodobno stavbo, pet tisoč predmetov v samostanih pa je strogo omejenih na srednjeveška evropska dela. V zbirki so predmeti izjemne lepote in zgodovinskega pomena; vključno z Belles Heures of Jean de France, vojvode Berrijskega, ki so ga ilustrirali bratje Limbourg leta 1409, romanski oltarni križ, znan kot Cloisters Cross in sedem tapiserij, ki prikazujejo Lov na samoroga.
- Sodobna umetnost
- Glasbila
- Fotografije
- Met Breuer
- Film

### Digitalna predstavitev zbirk
Od leta 2013 je MET organiziral oddelek za digitalne medije z namenom povečati dostop do muzejskih zbirk in virov z uporabo digitalnih medijev in razširjenih spletnih strani. V začetku leta 2017 je oddelek začel svojo pobudo za odprti dostop, povzeto na spletnem mestu MET z naslovom Digital Underground, ki navaja: »Minilo je šest mesecev, odkar je MET sprožil svojo pobudo za odprti dostop, ki je dala na voljo vseh 375.000+ slik javne domene dela v zbirki The Met pod Creative Commons Zero (CC0). Med začetkom te nove pobude so bili dosedanji odzivi neverjetni.  Od takrat je bilo iz muzejske arhivske zbirke več kot 375.000 fotografskih podob izdanih za javno reprodukcijo in za uporabo tako za širšo javnost kot za velika spletna mesta z javnim dostopom, kot so tista, ki so na voljo pri Google BigQuery.